# Liste der Mitglieder des Bayerischen Verfassungsgerichtshofs
Der Bayerische Verfassungsgerichtshof besteht
- aus dem Präsidenten, welcher aus den Präsidenten der drei bayerischen Oberlandesgerichte München, Nürnberg oder Bamberg zu wählen ist (Art. 68 Abs. 2 BV, Art. 5 Abs. 3 Satz 1 VfGHG),
- einer seit 1. Januar 1991 auf 22 festgelegten Anzahl weiterer Berufsrichter, welche Richter auf Lebenszeit an einem Gericht des Freistaates Bayern sein müssen  (Art. 5 Abs. 3 Satz 2 VfGHG) und
- einer seit 1. Januar 1991 auf 15 festgelegten Anzahl nichtberufsrichterlicher Mitglieder.

Alle Ämter sind Neben- bzw. Ehrenämter.
Der Präsident, die berufsrichterlichen Mitglieder des Verfassungsgerichtshofs und jene aus diesen zu wählenden Vertreter des Präsidenten werden vom Landtag auf die Dauer von acht Jahren gewählt. Bis zum 31. Dezember 1996 endete ihre Amtszeit nach spätestens sechs Jahren. Wiederwahlen sind und waren möglich.
Die nichtberufsrichterlichen Mitglieder des Verfassungsgerichtshofs und ihre Vertreter wählt jeweils der neu konstituierte Landtag am Beginn der Legislaturperiode für die laufende Periode.
Die Mitglieder des Verfassungsgerichtshofs müssen das 40. Lebensjahr vollendet haben und zum Landtag wählbar sein. Sie sollen sich durch besondere Kenntnisse im öffentlichen Recht auszeichnen. Auch die nichtberufsrichterlichen Mitglieder sollen die Befähigung zum Richteramt haben oder Lehrer der Rechtswissenschaft an einer bayerischen Universität sein. Die Mitglieder des Verfassungsgerichtshofs dürfen seit 1. Januar 1991 nicht Mitglieder des Landtags, des Senats, der Staatsregierung oder eines entsprechenden Organs des Bundes oder eines anderen Landes sein.

## Präsidenten
| Name                | Beruf/Tätigkeit                            | Wahl              | Wahl            | Wahl            | Wahl            | Wahl            | Amtszeit         | Amtszeit           | Amtszeit | Q                 |
| Name                | Beruf/Tätigkeit                            | am …              | J               | N               | E               | %               | Beginn           | Ende               | Grund/Bemerkung | Q                 |
| ------------------- | ------------------------------------------ | ----------------- | --------------- | --------------- | --------------- | --------------- | ---------------- | ------------------ | --- | ----------------- |
| Friedrich Welsch    | Präsident des Oberlandesgerichts München   | 17. Juli 1947     | 171             | 0               | 9               | 95              | 17. Juli 1947    | 1. August 1953     | Gründungspräsident, trat 1953 in den Ruhestand                                                                                    | [ 2 ] [ 3 ] [ 4 ] |
| Wilhelm Walther     | Präsident des Oberlandesgerichts Nürnberg  | 7. August 1953    | 96              | 69              | 0               | 58.2            | 7. August 1953   | 1. Oktober 1956    | Im zweiten Wahlgang in einer Stichwahl Sieg gegen den Kandidaten der CSU-SPD-Regierung Josef Wintrich, trat 1956 in den Ruhestand | [ 6 ] [ 7 ] [ 4 ] |
| Ernst Holzinger     | Präsident des Oberlandesgerichts Nürnberg  | 9. Oktober 1956   | 140             | 0               | 19              | 88.1            | 9. Oktober 1956  | 1. Juni 1959       | trat in den Ruhestand | [ 4 ]             |
| Sigmund Elsäßer     | Präsident des Oberlandesgerichts München   | 25. Juni 1959     | 152             | 1               | 12              | 92.1            | 25. Juni 1959    | 25. Juni 1965      | Wiederwahl | [ 8 ] [ 9 ]       |
| Sigmund Elsäßer     | Präsident des Oberlandesgerichts München   | 1. Juni 1965      | per Akklamation | per Akklamation | per Akklamation | per Akklamation | 25. Juni 1965    | 30. April 1966     | trat in den Ruhestand | [ 9 ] [ 10 ]      |
| Georg Bäurle        | Präsident des Oberlandesgerichts München   | 9. November 1966  | 149             | 26              |                 | 85.1            | 9. November 1966 | 1. März 1973       | trat in den Ruhestand | [ 10 ] [ 11 ]     |
| Wilhelm Lossos      | Präsident des Oberlandesgerichts München   | 20. März 1973     | per Akklamation | per Akklamation | per Akklamation | per Akklamation | 1. April 1973    | 31. März 1979      | Wiederwahl | [ 11 ] [ 12 ]     |
| Wilhelm Lossos      | Präsident des Oberlandesgerichts München   | 4. April 1979     | per Akklamation | per Akklamation | per Akklamation | per Akklamation | 4. April 1979    | 30. April 1980     | trat in den Ruhestand | [ 12 ] [ 13 ]     |
| Hans Domcke         | Präsident des Oberlandesgerichts München   | 26. März 1980     | per Akklamation | per Akklamation | per Akklamation | per Akklamation | 1. Mai 1980      | 30. September 1985 | trat in den Ruhestand | [ 13 ] [ 14 ]     |
| Leo Parsch          | Präsident des Oberlandesgerichts München   | 16. Juli 1985     | per Akklamation | per Akklamation | per Akklamation | per Akklamation | 1. Oktober 1985  | 30. September 1991 | Wiederwahl | [ 14 ] [ 15 ]     |
| Leo Parsch          | Präsident des Oberlandesgerichts München   | 10. Oktober 1991  | per Akklamation | per Akklamation | per Akklamation | per Akklamation | 10. Oktober 1991 | 30. Juni 1992      | trat in den Ruhestand | [ 15 ] [ 16 ]     |
| Hildegund Holzheid  | Präsidentin des Oberlandesgerichts München | 2. Juni 1992      | 130             | 1               |                 | 99.2            | 1. Juli 1992     | 30. Juni 2000      | Wiederwahl | [ 16 ] [ 17 ]     |
| Hildegund Holzheid  | Präsidentin des Oberlandesgerichts München | 18. Mai 2000      | 108             | 59              | 4               | 63.2            | 1. Juli 2000     | 31. Oktober 2001   | trat in den Ruhestand | [ 17 ] [ 18 ]     |
| Edda Huther         | Präsidentin des Oberlandesgerichts München | 10. Juli 2001     | 181             | 3               | 8               | 94.3            | 1. November 2001 | 28. Februar 2005   | trat in den Ruhestand | [ 18 ] [ 19 ]     |
| Karl Huber          | Präsident des Oberlandesgerichts München   | 15. Dezember 2004 | 138             | 1               | 16              | 89              | 1. März 2005     | 28. Februar 2013   | Wiederwahl | [ 19 ] [ 20 ]     |
| Karl Huber          | Präsident des Oberlandesgerichts München   | 4. Dezember 2012  | 119             | 5               | 21              | 82.1            | 1. März 2013     | 1. März 2015       | trat in den Ruhestand | [ 20 ]            |
| Peter Küspert       | Präsident des Oberlandesgerichts München   | 11. Dezember 2014 | 127             | 7               | 26              | 94.3            | 1. März 2015     | 30. September 2021 | trat in den Ruhestand | [ 21 ] [ 22 ]     |
| Hans-Joachim Heßler | Präsident des Oberlandesgerichts München   | 20. Juli 2021     |                 |                 |                 |                 | 1. Oktober 2021  |                    | |                   |

## Erste Vertreter des Präsidenten
| Name              | Wahl              | Wahl            | Wahl            | Wahl            | Wahl            | Amtszeit          | Amtszeit           | Amtszeit                     | Q                    |
| Name              | am …              | J               | N               | E               | %               | Beginn            | Ende               | Grund/Bemerkung              | Q                    |
| ----------------- | ----------------- | --------------- | --------------- | --------------- | --------------- | ----------------- | ------------------ | ---------------------------- | -------------------- |
| Hans Heinrich     | 17. Juli 1947     | per Akklamation | per Akklamation | per Akklamation | per Akklamation | 17. Juli 1947     | 7. August 1953     |                              | [ 2 ] [ 3 ] [ 4 ]    |
| Josef Wintrich    |                   |                 |                 |                 |                 |                   |                    |                              |                      |
| Robert Adam       |                   |                 |                 |                 |                 |                   | 14. Januar 1958    | trat nicht zur Wiederwahl an | [ 24 ]               |
| Felix Brandl      | 18. Dezember 1957 | per Akklamation | per Akklamation | per Akklamation | per Akklamation | 14. Januar 1958   | 5. November 1959   | Wiederwahl                   | [ 24 ] [ 25 ]        |
| Felix Brandl      | 22. Oktober 1959  |                 |                 |                 |                 | 5. November 1959  | 1961               | trat in den Ruhestand        | [ 25 ] [ 26 ]        |
| Erich Eyermann    | 12. März 1969     | per Akklamation | per Akklamation | per Akklamation | per Akklamation | 12. März 1969     | 30. Juni 1974      | trat in den Ruhestand        | [ 27 ] [ 28 ]        |
| Johann Schmidt    | 27. Juni 1974     | per Akklamation | per Akklamation | per Akklamation | per Akklamation | 1. Juli 1974      | 16. Juli 1979      | Wiederwahl                   | [ 28 ] [ 29 ]        |
| Johann Schmidt    | 28. Oktober 1980  | per Akklamation | per Akklamation | per Akklamation | per Akklamation | 28. Oktober 1980  | 31. März 1987      | trat in den Ruhestand        | [ 29 ] [ 30 ]        |
| Klaus-Werner Lotz | 10. November 1987 | per Akklamation | per Akklamation | per Akklamation | per Akklamation | 10. November 1987 | 10. November 1993  | Wiederwahl                   | [ 30 ] [ 31 ]        |
| Klaus-Werner Lotz | 8. Juli 1993      | 115             | 8               |                 | 93.5            | 10. November 1993 | 31. Mai 1995       | trat in den Ruhestand        | [ 31 ] [ 32 ]        |
| Johann Wittmann   | 19. Juli 1995     | 82              | 0               | 46              | 64.1            | 19. Juli 1995     | 31. Juli 2002      | trat in den Ruhestand        | [ 32 ] [ 33 ] [ 34 ] |
| Rolf Hüffer       | 9. Oktober 2002   | 92              | 52              | 19              | 56.4            | 9. Oktober 2002   | 10. Dezember 2007  | Wiederwahl                   | [ 34 ] [ 35 ]        |
| Rolf Hüffer       | 14. Februar 2008  | 90              | 0               | 11              | 89.1            | 14. Februar 2008  | 30. September 2010 | trat in den Ruhestand        | [ 35 ] [ 36 ]        |
| Stephan Kersten   | 2. März 2011      | 130             | 3               | 23              | 83.3            | 2. März 2011      | 21. Juli 2013      | Wiederwahl                   | [ 36 ] [ 37 ]        |
| Stephan Kersten   | 16. Juli 2013     | 127             | 2               | 33              | 78.4            | 16. Juli 2013     | 16. Juli 2021      | voraussichtlich              | [ 37 ]               |

## Zweite Vertreter des Präsidenten
| Name                   | Wahl             | Wahl            | Wahl            | Wahl            | Wahl            | Amtszeit         | Amtszeit           | Amtszeit                                        | Q                    |
| Name                   | am …             | J               | N               | E               | %               | Beginn           | Ende               | Grund/Bemerkung                                 | Q                    |
| ---------------------- | ---------------- | --------------- | --------------- | --------------- | --------------- | ---------------- | ------------------ | ----------------------------------------------- | -------------------- |
| Hans Knör              | 17. Juli 1947    | per Akklamation | per Akklamation | per Akklamation | per Akklamation | 17. Juli 1947    | 7. August 1953     |                                                 | [ 2 ] [ 3 ] [ 4 ]    |
| Theodor Meder          | 12. März 1969    | per Akklamation | per Akklamation | per Akklamation | per Akklamation | 12. März 1969    | 1970               | trat in den Ruhestand                           | [ 27 ] [ 38 ]        |
| Ludwig Schäfer         | 9. Juni 1970     | per Akklamation | per Akklamation | per Akklamation | per Akklamation | 9. Juni 1970     | 18. Juni 1974      | Wiederwahl                                      | [ 38 ] [ 28 ]        |
| Ludwig Schäfer         | 27. Juni 1974    | per Akklamation | per Akklamation | per Akklamation | per Akklamation | 27. Juni 1974    | 30. Juni 1977      | trat in den Ruhestand                           | [ 28 ] [ 39 ] [ 40 ] |
| Maximilian Nüchterlein | 19. Oktober 1977 | per Akklamation | per Akklamation | per Akklamation | per Akklamation | 19. Oktober 1977 | 30. April 1978     | trat in den Ruhestand                           | [ 40 ]               |
| Wolfgang Schier        | 31. Januar 1979  | per Akklamation | per Akklamation | per Akklamation | per Akklamation | 31. Januar 1979  | 28. Februar 1983   | trat in den Ruhestand                           | [ 41 ] [ 42 ]        |
| Walter Odersky         | 19. Oktober 1983 | per Akklamation | per Akklamation | per Akklamation | per Akklamation | 19. Oktober 1983 | 31. Dezember 1987  | Ernennung zum Präsidenten des Bundesgerichtshof | [ 42 ]               |
| Gerhard Herbst         | 23. März 1988    | per Akklamation | per Akklamation | per Akklamation | per Akklamation | 23. März 1988    | 30. September 1993 | trat in den Ruhestand                           | [ 43 ] [ 31 ]        |
| Horst Tilch            | 8. Juli 1993     | 101             | 22              |                 | 82.1            | 1. Oktober 1993  | 30. Juni 2000      | trat in den Ruhestand                           | [ 31 ] [ 44 ]        |
| Reinhard Böttcher      | 12. Juli 2000    | 102             | 62              | 4               | 60.7            | 12. Juli 2000    | 31. Juli 2002      | trat in den Ruhestand                           | [ 44 ] [ 45 ]        |
| Peter Gummer           | 11. Juli 2002    | 88              | 35              | 15              | 63.8            | 1. August 2002   | 31. Dezember 2004  | trat in den Ruhestand                           | [ 45 ] [ 46 ]        |
| Michael Meisenberg     | 16. Februar 2005 | 97              | 11              | 37              | 66.9            | 16. Februar 2005 | 31. Oktober 2006   | Amt niedergelegt                                | [ 46 ] [ 47 ]        |
| Constanze Angerer      | 7. März 2007     | 132             | 0               | 15              | 89.8            | 7. März 2007     | 31. Juli 2008      | trat in den Ruhestand                           | [ 47 ] [ 48 ]        |
| Angelika Mack          | 15. Juli 2008    | 132             | 0               | 13              | 91              | 1. August 2008   | 31. Oktober 2010   | Wiederwahl                                      | [ 48 ] [ 49 ]        |
| Angelika Mack          | 19. Oktober 2010 | 130             | 0               | 27              | 82.8            | 19. Oktober 2010 | 29. Februar 2012   | trat in den Ruhestand                           | [ 49 ] [ 50 ]        |
| Peter Werndl           | 14. Februar 2012 | 127             | 0               | 21              | 85.8            | 1. März 2012     | 31. Januar 2013    | trat in den Ruhestand                           | [ 50 ] [ 51 ]        |
| Peter Küspert          | 20. März 2013    | 102             | 5               | 24              | 77.9            | 20. März 2013    | 28. Februar 2015   | Wahl zum Präsidenten                            | [ 51 ] [ 22 ]        |
| Elisabeth Mette        | 11. Februar 2015 | 126             | 6               | 18              | 84              | 1. März 2015     | 17. Oktober 2017   | tritt nicht zur Wiederwahl an                   | [ 52 ] [ 53 ]        |
| Clemens Lückemann      | 17. Oktober 2017 | 124             | 8               | 21              | 81              | 17. Oktober 2017 | 31. Januar 2020    | trat in den Ruhestand                           | [ 53 ] [ 54 ]        |
| Hans-Joachim Heßler    | 19. Februar 2020 | 127             | 9               | 38              | 73              | 19. Februar 2020 |                    |                                                 | [ 54 ]               |

## Berufsrichterliche Mitglieder
| Name                   | Beruf/Tätigkeit                                                                                        | Wahl               | Wahl            | Wahl            | Wahl            | Wahl            | Amtszeit           | Amtszeit           | Amtszeit                                                                | Q                               |
| Name                   | Beruf/Tätigkeit                                                                                        | am …               | J               | N               | E               | %               | Beginn             | Ende               | Grund/Bemerkung                                                         | Q                               |
| ---------------------- | --- | ------------------ | --------------- | --------------- | --------------- | --------------- | ------------------ | ------------------ | ----------------------------------------------------------------------- | ------------------------------- |
| Robert Adam            | Oberverwaltungsgerichtsrat                                                                             | 17. Juli 1947      |                 |                 |                 |                 | 17. Juli 1947      | 17. Juli 1953      |                                                                         | [ 2 ] [ 3 ]                     |
| Robert Adam            | Senatspräsident                                                                                        |                    |                 |                 |                 |                 |                    | 14. Januar 1958    | trat nicht zur Wiederwahl an                                            | [ 24 ]                          |
| Erwin Allesch          | (Vorsitzender) Richter am Bayerischen Verwaltungsgerichtshof                                           | 10. März 1999      | 110             | 3               | 13              | 87.3            | 10. März 1999      | 10. März 2007      | Wiederwahl                                                              | [ 55 ] [ 47 ]                   |
| Erwin Allesch          | (Vorsitzender) Richter am Bayerischen Verwaltungsgerichtshof                                           | 7. März 2007       | 131             | 1               | 15              | 89.1            | 10. März 2007      | 10. März 2015      | voraussichtlich                                                         | [ 47 ]                          |
| Erwin Allesch          | Vizepräsident des Bayerischen Verwaltungsgerichtshofs                                                  | 11. Februar 2015   | 85              | 23              | 42              | 56.7            | 11. Februar 2015   | 17. Oktober 2017   | trat in den Ruhestand                                                   | [ 52 ] [ 53 ]                   |
| Constanze Angerer      | Richterin am Bayerischen Obersten Landesgericht                                                        | 19. Februar 1998   | 130             | 11              | 7               | 87.8            | 19. Februar 1998   | 19. Februar 2006   | Wiederwahl                                                              | [ 56 ] [ 57 ]                   |
| Constanze Angerer      | Präsidentin des Landgerichts München I                                                                 | 16. Februar 2006   | 125             | 1               | 17              | 87.4            | 20. Februar 2006   | 31. Juli 2008      | trat in den Ruhestand                                                   | [ 57 ] [ 48 ]                   |
| ? Armbruster           | Amtsgerichtsrat in München                                                                             | 17. Juli 1947      | per Akklamation | per Akklamation | per Akklamation | per Akklamation |                    | 17. Juli 1947      |                                                                         | [ 2 ] [ 3 ]                     |
| Heinrich Barth         | Vizepräsident des Landgerichts München I                                                               | 9. Juli 1968       | per Akklamation | per Akklamation | per Akklamation | per Akklamation | 9. Juli 1968       | 9. Juli 1974       | Wiederwahl                                                              | [ 58 ] [ 28 ]                   |
| Heinrich Barth         | Präsident des Landgerichts München I                                                                   | 27. Juni 1974      | per Akklamation | per Akklamation | per Akklamation | per Akklamation | 9. Juli 1974       | 9. Juli 1980       | Wiederwahl                                                              | [ 28 ] [ 29 ]                   |
| Heinrich Barth         | Präsident des Landgerichts München I                                                                   | 28. Oktober 1980   | per Akklamation | per Akklamation | per Akklamation | per Akklamation | 28. Oktober 1980   | 28. Februar 1986   | trat in den Ruhestand                                                   | [ 29 ] [ 59 ]                   |
| Wilhelm Bauer          | Senatspräsident in München                                                                             | 17. Juli 1947      | per Akklamation | per Akklamation | per Akklamation | per Akklamation |                    | 17. Juli 1947      |                                                                         | [ 2 ] [ 3 ]                     |
| Ludwig Baumeister      | Oberlandesgerichtsrat in Augsburg                                                                      | 18. Juli 1947      | per Akklamation | per Akklamation | per Akklamation | per Akklamation | 18. Juli 1947      | 18. Juli 1953      |                                                                         | [ 60 ]                          |
| Ludwig Baumeister      | Oberlandesgerichtsrat in Augsburg                                                                      | 22. Oktober 1959   |                 |                 |                 |                 | 22. Oktober 1959   | 1961               |                                                                         | [ 25 ] [ 61 ]                   |
| Erwin Bender           | Präsident des Landgerichts Bayreuth                                                                    | 13. Juli 1978      | per Akklamation | per Akklamation | per Akklamation | per Akklamation | 13. Juli 1978      | 13. Juli 1984      | Wiederwahl                                                              | [ 62 ] [ 63 ]                   |
| Erwin Bender           | Präsident des Landgerichts Bayreuth                                                                    | 17. Juli 1984      | per Akklamation | per Akklamation | per Akklamation | per Akklamation | 17. Juli 1984      |                    |                                                                         | [ 63 ]                          |
| Erich Bohley           | Senatspräsident beim Bayerischen Verwaltungsgerichtshof                                                |                    |                 |                 |                 |                 |                    | 8. März 1960       | Wiederwahl                                                              | [ 64 ]                          |
| Erich Bohley           | Senatspräsident beim Bayerischen Verwaltungsgerichtshof                                                | 28. Januar 1960    | per Akklamation | per Akklamation | per Akklamation | per Akklamation | 8. März 1960       | 8. März 1966       | Wiederwahl                                                              | [ 64 ] [ 65 ]                   |
| Erich Bohley           | Senatspräsident beim Bayerischen Verwaltungsgerichtshof                                                | 29. März 1966      | per Akklamation | per Akklamation | per Akklamation | per Akklamation | 29. März 1966      | 30. September 1967 | trat in den Ruhestand                                                   | [ 65 ] [ 66 ]                   |
| Klaus Borgmann         | Richter am Bayerischen Verwaltungsgerichtshof                                                          | 26. März 2014      |                 |                 |                 |                 | 1. April 2014      |                    |                                                                         | [ 67 ]                          |
| Dieter Bosch           | Vorsitzender Richter am Bayerischen Verwaltungsgerichtshof                                             | 17. Juli 1991      | 85              | 48              |                 | 63.9            | 17. Juli 1991      | 1. Dezember 1993   | Ernennung zum Richter am Bundesverwaltungsgericht                       | [ 68 ] [ 69 ]                   |
| Reinhard Böttcher      | Präsident des Oberlandesgerichts Bamberg                                                               | 27. Juni 1996      | 134             | 0               | 5               | 96.4            | 1. August 1996     | 31. Juli 2002      | trat in den Ruhestand                                                   | [ 70 ] [ 45 ]                   |
| Felix Brandl           | Senatspräsident des Bayerischen Verwaltungsgerichtshofs                                                | 22. Oktober 1959   |                 |                 |                 |                 | 22. Oktober 1959   | 1961               | trat in den Ruhestand                                                   | [ 25 ] [ 26 ]                   |
| Ermin Brießmann        | (Vorsitzender) Richter am Bayerischen Obersten Landesgericht                                           | 23. März 1988      | per Akklamation | per Akklamation | per Akklamation | per Akklamation | 23. März 1988      | 22. März 1994      | Wiederwahl                                                              | [ 43 ] [ 69 ]                   |
| Ermin Brießmann        | (Vorsitzender) Richter am Bayerischen Obersten Landesgericht                                           | 24. Februar 1994   | 65              | 45              |                 | 59.1            | 22. März 1994      | 30. September 1999 | trat in den Ruhestand                                                   | [ 69 ] [ 71 ] [ 72 ]            |
| Wilhelm Degen          | Amtsgerichtsrat in Passau                                                                              | 18. Juli 1947      | per Akklamation | per Akklamation | per Akklamation | per Akklamation | 18. Juli 1947      | 18. Juli 1953      |                                                                         | [ 60 ]                          |
| Albert Decker          | Senatspräsident in München                                                                             | 17. Juli 1947      | per Akklamation | per Akklamation | per Akklamation | per Akklamation | 17. Juli 1947      | 17. Juli 1953      |                                                                         | [ 2 ] [ 3 ]                     |
| Karl Deml              | Vizepräsident des Landgerichts Traunstein                                                              |                    |                 |                 |                 |                 |                    | 12. Februar 1963   | Wiederwahl                                                              | [ 73 ]                          |
| Karl Deml              | Präsident des Landgerichts Traunstein                                                                  | 12. Februar 1963   | per Akklamation | per Akklamation | per Akklamation | per Akklamation | 12. Februar 1963   | 31. August 1968    | trat in den Ruhestand                                                   | [ 73 ] [ 58 ]                   |
| Andreas Dhom           | Vorsitzender Richter am Bayerischen Verwaltungsgerichtshof                                             | 2. März 2011       | 129             | 3               | 24              | 82.7            | 2. März 2011       | 2. März 2019       | voraussichtlich                                                         | [ 36 ]                          |
| Lothar Dillmann        | Vorsitzender Richter am Bayerischen Verwaltungsgerichtshof                                             | 24. Februar 1994   | 108             | 8               |                 | 93.1            | 24. Februar 1994   | 24. Februar 2002   | Wiederwahl                                                              | [ 69 ] [ 71 ] [ 74 ]            |
| Lothar Dillmann        | Vorsitzender Richter am Bayerischen Verwaltungsgerichtshof                                             | 30. Januar 2002    | 144             | 7               | 13              | 87.8            | 25. Februar 2002   | 12. Januar 2005    | verstorben                                                              | [ 74 ] [ 75 ]                   |
| Ottmar Dittmann        | Oberstlandesgerichtsrat                                                                                | 9. Februar 1961    | per Akklamation | per Akklamation | per Akklamation | per Akklamation | 9. Februar 1961    | 9. Februar 1967    | Wiederwahl                                                              | [ 61 ] [ 76 ]                   |
| Ottmar Dittmann        | Senatspräsident am Oberlandesgericht München                                                           | 1. März 1967       | per Akklamation | per Akklamation | per Akklamation | per Akklamation | 1. März 1967       |                    |                                                                         | [ 76 ]                          |
| Andreas Dohm           | |                    |                 |                 |                 |                 |                    | 17. Oktober 2017   | trat in den Ruhestand                                                   | [ 53 ]                          |
| Georg Dollmann         | Oberverwaltungsgerichtsrat in München                                                                  | 17. Juli 1947      |                 |                 |                 |                 |                    | 17. Juli 1947      |                                                                         | [ 2 ] [ 3 ]                     |
| Hans Domcke            | Vizepräsident des Oberlandesgerichts München                                                           | 15. Juli 1969      | per Akklamation | per Akklamation | per Akklamation | per Akklamation | 15. Juli 1969      | 15. Juli 1975      | Wiederwahl                                                              | [ 77 ] [ 78 ]                   |
| Hans Domcke            | Vorsitzender Richter am Bayerischen Obersten Landesgericht                                             | 15. Juli 1975      | per Akklamation | per Akklamation | per Akklamation | per Akklamation | 15. Juli 1975      | 30. April 1980     | Wahl zum Präsidenten des Bayerischen Verfassungsgerichtshofes           | [ 78 ] [ 13 ] [ 79 ]            |
| Wolfgang Edenhofer     | Vizepräsident des Oberlandesgerichts München                                                           | 8. Juli 1993       | 82              | 41              |                 | 66.7            | 1. Oktober 1993    | 30. September 2001 | Wiederwahl                                                              | [ 31 ] [ 18 ]                   |
| Wolfgang Edenhofer     | Präsident des Amtsgerichts München                                                                     | 10. Juli 2001      | 113             | 66              | 13              | 58.9            | 1. Oktober 2001    | 28. Februar 2002   | Amt niedergelegt                                                        | [ 18 ] [ 74 ]                   |
| Josef Eichhorn         | Verwaltungsgerichtsdirektor in München                                                                 | 17. Juli 1947      |                 |                 |                 |                 | 17. Juli 1947      |                    |                                                                         | [ 2 ] [ 3 ]                     |
| Josef Eichhorn         | Oberverwaltungsgerichtsrat                                                                             | 22. Oktober 1959   |                 |                 |                 |                 | 22. Oktober 1959   | 22. Oktober 1965   | Wiederwahl                                                              | [ 25 ] [ 80 ]                   |
| Josef Eichhorn         | Senatspräsident beim Bayerischen Verwaltungsgerichtshof                                                | 15. November 1965  | per Akklamation | per Akklamation | per Akklamation | per Akklamation | 15. November 1965  | 1. März 1970       | trat in den Ruhestand                                                   | [ 80 ]                          |
| Erich Eyermann         | Senatspräsident des Bayerischen Verwaltungsgerichtshofs                                                |                    |                 |                 |                 |                 |                    | 14. Januar 1958    | Wiederwahl                                                              | [ 24 ]                          |
| Erich Eyermann         | Senatspräsident des Bayerischen Verwaltungsgerichtshofs                                                | 18. Dezember 1957  | per Akklamation | per Akklamation | per Akklamation | per Akklamation | 18. Dezember 1957  | 18. Dezember 1963  | Wiederwahl                                                              | [ 24 ] [ 81 ]                   |
| Erich Eyermann         | Senatspräsident des Bayerischen Verwaltungsgerichtshofs                                                | 7. Februar 1964    | per Akklamation | per Akklamation | per Akklamation | per Akklamation | 7. Februar 1964    | 7. Februar 1970    | Wiederwahl                                                              | [ 81 ]                          |
| Erich Eyermann         | Präsident des Bayerischen Verwaltungsgerichtshofs                                                      |                    |                 |                 |                 |                 |                    | 30. Juni 1974      | trat in den Ruhestand                                                   | [ 28 ]                          |
| Elmar Festl            | Vorsitzender Richter am Bayerischen Verwaltungsgerichtshof                                             | 3. Dezember 1992   | 84              | 51              |                 | 62.2            | 3. Dezember 1992   | 3. Dezember 2000   | Wiederwahl                                                              | [ 82 ] [ 83 ]                   |
| Elmar Festl            | Vorsitzender Richter am Bayerischen Verwaltungsgerichtshof                                             | 29. November 2000  | 82              | 55              | 3               | 58.6            | 4. Dezember 2000   | 31. Juli 2008      | trat in den Ruhestand                                                   | [ 83 ] [ 48 ]                   |
| Hermann Forster        | Vorsitzender Richter am Bayerischen Verwaltungsgerichtshof                                             | 13. Juli 1978      | per Akklamation | per Akklamation | per Akklamation | per Akklamation | 13. Juli 1978      | 13. Juli 1984      | Wiederwahl                                                              | [ 62 ] [ 63 ]                   |
| Hermann Forster        | Vorsitzender Richter am Bayerischen Verwaltungsgerichtshof                                             | 17. Juli 1984      | per Akklamation | per Akklamation | per Akklamation | per Akklamation | 17. Juli 1984      | 16. Juli 1990      | Wiederwahl                                                              | [ 63 ] [ 84 ]                   |
| Hermann Forster        | Vorsitzender Richter am Bayerischen Verwaltungsgerichtshof                                             | 18. Juli 1990      | per Akklamation | per Akklamation | per Akklamation | per Akklamation | 18. Juli 1990      | 1992               | trat in den Ruhestand                                                   | [ 84 ] [ 85 ]                   |
| ? Fröhlich             | Landgerichtspräsident in Weiden                                                                        | 18. Juli 1947      |                 |                 |                 |                 | 18. Juli 1947      | 18. Juli 1953      |                                                                         | [ 60 ]                          |
| ? Gast                 | Oberlandesgerichtsrat                                                                                  | 1953               |                 |                 |                 |                 |                    | 1959               | trat nicht zur Wiederwahl an                                            | [ 25 ]                          |
| Roland Glass           | Präsident des Landgerichts Nürnberg/Fürth                                                              | 14. Februar 2017   |                 |                 |                 |                 | 4. März 2017       | 4. März 2025       |                                                                         | [ 86 ]                          |
| Herbert von Golitschek | (Vorsitzender) Richter am Verwaltungsgerichtshof                                                       | 21. Mai 1987       | 100             | 55              |                 | 64.5            | 21. Mai 1987       | 21. Mai 1993       | Wiederwahl                                                              | [ 87 ] [ 88 ]                   |
| Herbert von Golitschek | (Vorsitzender) Richter am Verwaltungsgerichtshof                                                       | 27. Mai 1993       | 85              | 60              |                 | 58.6            | 21. Mai 1993       | 1. April 1995      | Amt niedergelegt                                                        | [ 88 ] [ 32 ]                   |
| Georg Graf             | Oberlandesgerichtsrat                                                                                  | 22. Oktober 1959   |                 |                 |                 |                 | 22. Oktober 1959   | 19. November 1959  | Wahl zum Richter am Bundesgerichtshof                                   | [ 25 ] [ 89 ]                   |
| Hans Gran              | Oberverwaltungsgerichtsrat                                                                             | 6. Februar 1962    | per Akklamation | per Akklamation | per Akklamation | per Akklamation | 6. Februar 1962    | 6. Februar 1968    | Wiederwahl                                                              | [ 90 ] [ 91 ]                   |
| Hans Gran              | Senatspräsident am Bayerischen Verwaltungsgerichtshof                                                  | 18. Juni 1968      | per Akklamation | per Akklamation | per Akklamation | per Akklamation | 18. Juni 1968      | 31. Januar 1971    | trat in den Ruhestand                                                   | [ 91 ] [ 92 ]                   |
| Heinrich Grube         | Oberverwaltungsgerichtsrat                                                                             | 21. Oktober 1966   | per Akklamation | per Akklamation | per Akklamation | per Akklamation | 21. Oktober 1966   | 21. Oktober 1972   | Wiederwahl                                                              | [ 93 ] [ 94 ]                   |
| Heinrich Grube         | Senatspräsident am Bayerischen Verwaltungsgerichtshof                                                  | 24. Oktober 1972   | per Akklamation | per Akklamation | per Akklamation | per Akklamation | 24. Oktober 1972   | 31. Juli 1973      | trat in den Ruhestand                                                   | [ 94 ] [ 95 ]                   |
| Peter Gummer           | Präsident des Bayerischen Obersten Landesgerichts                                                      | 30. Januar 2002    | 95              | 64              | 5               | 57.9            | 1. März 2002       | 31. Dezember 2004  | trat in den Ruhestand                                                   | [ 74 ] [ 46 ]                   |
| Helmut Hacker          | (Vorsitzender) Richter am Bayerischen Verwaltungsgerichtshof                                           | 27. Oktober 1971   | per Akklamation | per Akklamation | per Akklamation | per Akklamation | 27. Oktober 1971   | 27. Oktober 1977   | Wiederwahl                                                              | [ 92 ] [ 96 ]                   |
| Helmut Hacker          | (Vorsitzender) Richter am Bayerischen Verwaltungsgerichtshof                                           | 24. Mai 1977       | per Akklamation | per Akklamation | per Akklamation | per Akklamation | 27. Oktober 1977   | 1. August 1980     | Ernennung zum Richter am Bundesverwaltungsgericht                       | [ 96 ] [ 97 ]                   |
| Michael Happ           | (Vorsitzender) Richter am Bayerischen Verwaltungsgerichtshof                                           | 19. Februar 1998   | 89              | 58              | 1               | 60.1            | 19. Februar 1998   | 19. Februar 2006   | Wiederwahl                                                              | [ 56 ] [ 57 ]                   |
| Michael Happ           | (Vorsitzender) Richter am Bayerischen Verwaltungsgerichtshof                                           | 16. Februar 2006   | 127             | 0               | 16              | 88.8            | 19. Februar 2006   | 31. Juli 2013      | trat in den Ruhestand                                                   | [ 57 ] [ 37 ]                   |
| ? Happel               | Senatspräsident Bamberg                                                                                | 18. Juli 1947      |                 |                 |                 |                 | 18. Juli 1947      | 18. Juli 1953      |                                                                         | [ 60 ]                          |
| Theodor Hauth          | Präsident des Oberlandesgerichts Nürnberg                                                              | 22. Oktober 1959   |                 |                 |                 |                 | 22. Oktober 1959   | 22. Oktober 1965   | Wiederwahl                                                              | [ 25 ] [ 80 ]                   |
| Theodor Hauth          | Präsident des Oberlandesgerichts Nürnberg                                                              | 15. November 1965  | per Akklamation | per Akklamation | per Akklamation | per Akklamation | 15. November 1965  | 1970               | trat in den Ruhestand                                                   | [ 80 ] [ 98 ]                   |
| Ludwig Hefele          | Oberverwaltungsgerichtsrat                                                                             | 24. Oktober 1961   | per Akklamation | per Akklamation | per Akklamation | per Akklamation | 24. Oktober 1961   | 24. Oktober 1967   | Wiederwahl                                                              | [ 26 ] [ 99 ]                   |
| Ludwig Hefele          | Senatspräsident beim Bayerischen Verwaltungsgerichtshof                                                | 14. November 1967  | per Akklamation | per Akklamation | per Akklamation | per Akklamation | 14. November 1967  | 30. Juni 1970      | trat in den Ruhestand                                                   | [ 99 ] [ 100 ]                  |
| Sibylle von Heimburg   | Richterin am Bayerischen Verwaltungsgerichtshof                                                        | 12. Dezember 1995  | 70              | 51              | 1               | 57.4            | 12. Dezember 1995  | 21. Oktober 1997   | Ernennung zur Richterin am Bundesverwaltungsgericht                     | [ 101 ] [ 102 ] [ 56 ]          |
| Hans Heinrich          | Präsident des Oberlandesgerichts Nürnberg                                                              | 17. Juli 1947      |                 |                 |                 |                 | 17. Juli 1947      | 7. August 1953     |                                                                         | [ 2 ] [ 3 ] [ 4 ]               |
| Sebastian Heitzer      | Senatspräsident des Bayerischen Verwaltungsgerichtshofs                                                | 18. Dezember 1957  | per Akklamation | per Akklamation | per Akklamation | per Akklamation | 18. Dezember 1957  | 18. Dezember 1963  | Wiederwahl                                                              | [ 24 ] [ 81 ]                   |
| Sebastian Heitzer      | Senatspräsident des Bayerischen Verwaltungsgerichtshofs                                                | 7. Februar 1964    | per Akklamation | per Akklamation | per Akklamation | per Akklamation | 7. Februar 1964    |                    |                                                                         | [ 81 ]                          |
| Gerhard Herbst         | Präsident des Bayerischen Obersten Landesgerichts                                                      | 23. März 1988      | 93              | 54              |                 | 63.3            | 23. März 1988      | 30. September 1993 | trat in den Ruhestand                                                   | [ 43 ] [ 31 ]                   |
| Rudolf Herrmann        | Präsident des Landgerichts                                                                             |                    |                 |                 |                 |                 |                    | 1. Juli 1958       | trat in den Ruhestand                                                   | [ 103 ]                         |
| Hans-Joachim Heßler    | Vizepräsident des Oberlandesgerichts München                                                           | 19. Oktober 2010   | 140             | 0               | 17              | 89.2            | 19. Oktober 2010   | 19. Oktober 2018   | Wiederwahl                                                              | [ 49 ]                          |
| Hans-Joachim Heßler    | Präsident des Oberlandesgerichts München                                                               | 20. Juli 2021      |                 |                 |                 |                 | 1. Oktober 2021    |                    |                                                                         |                                 |
| Peter Hilzinger        | Richter am Oberlandesgericht Nürnberg                                                                  | 15. Juli 2008      | 133             | 0               | 12              | 91.7            | 15. Juli 2008      | 15. Juli 2016      | voraussichtlich                                                         | [ 48 ]                          |
| Almuth Hirt            | Vorsitzende Richterin am Bayerischen Obersten Landesgericht                                            | 15. Mai 1997       | 117             | 1               | 1               | 98.3            | 1. Juni 1997       | 31. Mai 2005       | trat nicht zur Wiederwahl an                                            | [ 104 ] [ 75 ]                  |
| Andreas Holzbauer      | Präsident des Landgerichts Würzburg und des Landgerichts München (vertretungsweise)                    |                    |                 |                 |                 |                 |                    | 17. Mai 1957       | Ernennung zum Ministerialdirektor im Justizministerium                  | [ 105 ]                         |
| Ernst Holzinger        | Präsident des Landgerichts Memmingen                                                                   | 17. Juli 1947      |                 |                 |                 |                 | 17. Juli 1947      | 6. August 1953     |                                                                         | [ 2 ] [ 3 ]                     |
| Ernst Holzinger        | Präsident des Landgerichts Memmingen                                                                   | 6. August 1953     |                 |                 |                 |                 | 6. August 1953     |                    |                                                                         |                                 |
| Walter Hueber          | (Vorsitzender) Richter am Oberlandesgericht München                                                    | 15. Juli 1970      | per Akklamation | per Akklamation | per Akklamation | per Akklamation | 15. Juli 1970      | 15. Juli 1976      | Wiederwahl                                                              | [ 100 ] [ 106 ]                 |
| Walter Hueber          | (Vorsitzender) Richter am Oberlandesgericht München                                                    | 13. Juli 1976      | per Akklamation | per Akklamation | per Akklamation | per Akklamation | 13. Juli 1976      | 13. Juli 1982      | Wiederwahl                                                              | [ 106 ] [ 107 ]                 |
| Walter Hueber          | Vorsitzender Richter am Bayerischen Obersten Landesgericht                                             | 22. Juli 1982      | per Akklamation | per Akklamation | per Akklamation | per Akklamation | 22. Juli 1982      | 30. November 1985  | trat in den Ruhestand                                                   | [ 107 ] [ 108 ]                 |
| Rolf Hüffer            | Vizepräsident des Bayerischen Verwaltungsgerichtshofs                                                  | 10. Dezember 1999  | 104             | 55              | 2               | 64.6            | 10. Dezember 1999  | 10. Dezember 2007  | Wiederwahl                                                              | [ 72 ] [ 35 ]                   |
| Rolf Hüffer            | Präsident des Bayerischen Verwaltungsgerichtshofs                                                      | 14. Februar 2008   | 91              | 0               | 10              | 90.1            | 14. Februar 2008   | 30. September 2010 | trat in den Ruhestand                                                   | [ 35 ] [ 36 ]                   |
| Edda Huther            | Vorsitzende Richterin am Landgericht Landshut                                                          | 13. November 1984  | per Akklamation | per Akklamation | per Akklamation | per Akklamation | 13. November 1984  | 13. November 1990  | Wiederwahl                                                              | [ 109 ] [ 84 ]                  |
| Edda Huther            | Vorsitzende Richterin am Oberlandesgericht München                                                     | 18. Juli 1990      | per Akklamation | per Akklamation | per Akklamation | per Akklamation | 13. November 1990  | 13. November 1996  | Wiederwahl                                                              | [ 84 ] [ 110 ]                  |
| Edda Huther            | Präsidentin des Landgerichts München I                                                                 | 17. Oktober 1996   | 126             | 1               | 9               | 92.6            | 13. November 1996  | 31. Oktober 2001   | Wahl zur Präsidentin des Bayerischen Verfassungsgerichtshofes           | [ 110 ] [ 111 ] [ 112 ]         |
| Tobias Igloffstein     | Richter am Oberlandesgericht München                                                                   | 19. Februar 2020   | 126             | 9               | 40              | 72              | 19. Februar 2020   | 19. Februar 2028   | voraussichtlich                                                         | [ 54 ]                          |
| Uwe Kahl               | Vorsitzender Richter am Oberlandesgericht München, Senate in Augsburg                                  | 21. Juli 2015      | 130             | 5               | 17              | 85.5            | 25. September 2015 | 24. September 2023 | voraussichtlich                                                         | [ 113 ]                         |
| Martin Kainz           | Vorsitzender Richter am Oberlandesgericht München                                                      | 16. Juli 2013      | 139             | 2               | 21              | 85.8            | 22. Juli 2013      | 30. April 2020     | trat in den Ruhestand                                                   | [ 37 ] [ 54 ]                   |
| Ernst Karmasin         | (Vorsitzender) Richter am Oberlandesgericht München                                                    | 16. Dezember 1982  | per Akklamation | per Akklamation | per Akklamation | per Akklamation | 16. Dezember 1982  | 16. Dezember 1988  | Wiederwahl                                                              | [ 114 ] [ 115 ]                 |
| Ernst Karmasin         | (Vorsitzender) Richter am Oberlandesgericht München                                                    | 28. Februar 1989   | per Akklamation | per Akklamation | per Akklamation | per Akklamation | 28. Februar 1989   | 28. Februar 1995   | Wiederwahl                                                              | [ 115 ] [ 116 ]                 |
| Ernst Karmasin         | Vorsitzender Richter am Bayerischen Obersten Landesgericht                                             | 29. März 1995      | 89              | 59              | 0               | 60.1            | 29. März 1995      | 30. April 2000     | trat in den Ruhestand                                                   | [ 116 ] [ 44 ]                  |
| Andrea Kempmann        | Vorsitzende Richterin am Oberlandesgericht München                                                     | 21. Juli 2005      | 120             | 0               | 17              | 87.6            | 21. Juli 2005      | 30. September 2009 | aus persönlichen Gründen Amt niedergelegt                               | [ 75 ] [ 117 ]                  |
| Stephan Kersten        | Präsident des Bayerischen Verwaltungsgerichtshofs                                                      | 21. Juli 2005      | 120             | 0               | 16              | 88.2            | 21. Juli 2005      | 21. Juli 2013      | Wiederwahl                                                              | [ 75 ] [ 37 ]                   |
| Stephan Kersten        | Präsident des Bayerischen Verwaltungsgerichtshofs                                                      | 16. Juli 2013      | 136             | 2               | 24              | 84              | 16. Juli 2013      | 16. Juli 2021      | voraussichtlich                                                         | [ 37 ]                          |
| Mechtild Klein         | Vorsitzende Richterin am Bayerischen Verwaltungsgerichtshof                                            | 17. Oktober 2017   | 127             | 6               | 20              | 83              | 17. Oktober 2017   | 17. Oktober 2025   | voraussichtlich                                                         | [ 53 ]                          |
| Dietmar Klieber        | (Vorsitzender) Richter am Oberlandesgericht Nürnberg                                                   | 13. Juli 1994      | 65              | 55              |                 | 54.2            | 1. August 1994     | 31. Juli 2002      | Wiederwahl                                                              | [ 118 ] [ 45 ]                  |
| Dietmar Klieber        | (Vorsitzender) Richter am Oberlandesgericht Nürnberg                                                   | 11. Juli 2002      | 88              | 34              | 16              | 63.8            | 1. August 2002     | 31. Januar 2008    | aus gesundheitlichen Gründen Amt niedergelegt                           | [ 45 ] [ 48 ]                   |
| Hans Knör              | Präsident des Amtsgerichts München                                                                     | 17. Juli 1947      |                 |                 |                 |                 | 17. Juli 1947      | 17. Juli 1953      |                                                                         | [ 2 ] [ 3 ] [ 4 ]               |
| Alexander Knörr        | Vorsitzender Richter am Bayerischen Landessozialgericht                                                | 10. Dezember 1999  | 148             | 11              | 2               | 91.9            | 10. Dezember 1999  | 31. Oktober 2002   | Ernennung zum Richter am Bundessozialgericht                            | [ 72 ] [ 34 ]                   |
| ? Koch                 | Landgerichtspräsident Aschaffenburg                                                                    | 17. Juli 1947      |                 |                 |                 |                 | 17. Juli 1947      | 17. Juli 1953      |                                                                         | [ 2 ] [ 3 ]                     |
| Theresia Koch          | Vorsitzende Richterin am Bayerischen Verwaltungsgerichtshof                                            | 16. Juli 2013      | 139             | 3               | 20              | 85.8            | 1. August 2013     | 31. Juli 2021      | voraussichtlich                                                         | [ 37 ]                          |
| Fritz Kohler           | Oberstlandesgerichtsrat                                                                                | 22. Oktober 1959   |                 |                 |                 |                 | 22. Oktober 1959   | 22. Oktober 1965   | Wiederwahl                                                              | [ 25 ] [ 80 ]                   |
| Fritz Kohler           | Oberstlandesgerichtsrat                                                                                | 15. November 1965  | per Akklamation | per Akklamation | per Akklamation | per Akklamation | 15. November 1965  | 1969               | trat in den Ruhestand                                                   | [ 80 ] [ 77 ]                   |
| Gerhard Kolb           | Präsident des Landgerichts München I                                                                   |                    |                 |                 |                 |                 |                    | 1963               | Wiederwahl                                                              | [ 73 ]                          |
| Gerhard Kolb           | Präsident des Landgerichts München I                                                                   | 12. Februar 1963   | per Akklamation | per Akklamation | per Akklamation | per Akklamation | 12. Februar 1963   | 12. Februar 1969   | Wiederwahl                                                              | [ 73 ] [ 119 ]                  |
| Gerhard Kolb           | Präsident des Landgerichts München I                                                                   | 26. März 1969      | per Akklamation | per Akklamation | per Akklamation | per Akklamation | 26. März 1969      |                    |                                                                         | [ 119 ]                         |
| Horst Konrad           | (Vorsitzender) Richter am Bayerischen Verwaltungsgerichtshof                                           | 23. Januar 1986    | per Akklamation | per Akklamation | per Akklamation | per Akklamation | 23. Januar 1986    | 23. Januar 1992    | Wiederwahl                                                              | [ 108 ] [ 120 ]                 |
| Horst Konrad           | (Vorsitzender) Richter am Bayerischen Verwaltungsgerichtshof                                           | 12. Dezember 1991  | 78              | 46              |                 | 62.9            | 12. Dezember 1991  | 12. Dezember 1999  | Wiederwahl                                                              | [ 120 ] [ 72 ]                  |
| Horst Konrad           | (Vorsitzender) Richter am Bayerischen Verwaltungsgerichtshof                                           | 10. Dezember 1999  | 147             | 12              | 2               | 91.3            | 12. Dezember 1999  | 30. Juni 2007      | trat in den Ruhestand                                                   | [ 72 ] [ 121 ]                  |
| Kornelia Kornprobst    | Vorsitzende Richterin am Oberlandesgericht München                                                     | 14. Februar 2017   | 137             | 4               | 19              | 85.6            | 14. Februar 2017   | 14. Februar 2025   | seit März 2021 Generalsekretärin                                        | [ 122 ] [ 123 ]                 |
| Josef Kotsch           | Vorsitzender Richter am Bayerischen Obersten Landesgericht                                             | 23. Januar 1986    | per Akklamation | per Akklamation | per Akklamation | per Akklamation | 23. Januar 1986    | 23. Januar 1992    | Wiederwahl                                                              | [ 108 ] [ 120 ]                 |
| Josef Kotsch           | Vorsitzender Richter am Bayerischen Obersten Landesgericht                                             | 12. Dezember 1991  | 78              | 46              |                 | 62.9            | 12. Dezember 1991  | 31. Juli 1996      | trat in den Ruhestand                                                   | [ 120 ] [ 70 ]                  |
| Rosemarie Kreitmair    | Vorsitzende Richterin am Oberlandesgericht München                                                     | 30. Januar 2002    | 98              | 12              | 54              | 59.8            | 1. April 2002      | 30. September 2005 | trat in den Ruhestand                                                   | [ 74 ] [ 75 ]                   |
| Anton Kreuzer          | Präsident des Oberlandesgerichts Bamberg                                                               | 18. März 1986      | per Akklamation | per Akklamation | per Akklamation | per Akklamation | 18. März 1986      | 18. März 1992      | Wiederwahl                                                              | [ 59 ] [ 85 ]                   |
| Anton Kreuzer          | Präsident des Oberlandesgerichts Bamberg                                                               | 17. März 1992      | 101             | 55              |                 | 64.7            | 18. März 1992      | 31. Juli 1994      | trat in den Ruhestand                                                   | [ 85 ] [ 118 ]                  |
| ? Kuchtner             | Oberlandgerichtsrat München                                                                            | 17. Juli 1947      |                 |                 |                 |                 | 17. Juli 1947      |                    |                                                                         | [ 2 ] [ 3 ]                     |
| Peter Küspert          | Präsident des Landgerichts Regensburg                                                                  | 7. März 2007       | 130             | 0               | 17              | 88.4            | 7. März 2007       | 31. Dezember 2009  | zum Ministerialdirigenten im Staatsministerium der Justiz ernannt       | [ 47 ] [ 124 ]                  |
| Peter Küspert          | Präsident des Oberlandesgerichts Nürnberg                                                              | 20. März 2013      | 109             | 4               | 18              | 83.2            | 20. März 2013      | 30. September 2021 |                                                                         | [ 51 ]                          |
| Hans Lersch            | (Vorsitzender) Richter am Bayerischen Verwaltungsgerichtshof                                           | 29. Oktober 1964   | per Akklamation | per Akklamation | per Akklamation | per Akklamation | 29. Oktober 1964   | 29. Oktober 1970   | Wiederwahl                                                              | [ 125 ] [ 126 ]                 |
| Hans Lersch            | (Vorsitzender) Richter am Bayerischen Verwaltungsgerichtshof                                           | 16. September 1970 | per Akklamation | per Akklamation | per Akklamation | per Akklamation | 16. September 1970 | 16. September 1976 | Wiederwahl                                                              | [ 126 ] [ 106 ]                 |
| Hans Lersch            | Vizepräsident des Bayerischen Verwaltungsgerichtshofs                                                  | 13. Juli 1976      | per Akklamation | per Akklamation | per Akklamation | per Akklamation | 16. September 1976 |                    | trat in den Ruhestand                                                   | [ 106 ] [ 127 ]                 |
| Ursula Lewenton        | Vorsitzende Richterin am Oberlandesgericht München                                                     | 12. Juli 2000      | 95              | 71              | 1               | 56.9            | 12. Juli 2000      | 31. März 2003      | trat in den Ruhestand                                                   | [ 44 ] [ 128 ]                  |
| Gustav Lichtenberger   | Vorsitzender Richter am Oberlandesgericht München                                                      | 8. Juli 1993       | 76              | 47              |                 | 61.8            | 1. Oktober 1993    | 30. September 2001 | Wiederwahl                                                              | [ 31 ] [ 18 ]                   |
| Gustav Lichtenberger   | Vorsitzender Richter am Oberlandesgericht München                                                      | 10. Juli 2001      | 116             | 61              | 15              | 60.4            | 1. Oktober 2001    | 28. Februar 2006   |                                                                         | [ 18 ] [ 57 ]                   |
| Tatjana Lilienfeld     | Richterin am Bayerischen Landessozialgericht                                                           | 17. Oktober 2017   | 132             | 3               | 18              | 86,3            | 17. Oktober 2017   | 30. September 2022 | voraussichtlich                                                         | [ 53 ]                          |
| ? Lobmüller            | Landgerichtspräsident in München                                                                       | 18. Juli 1947      |                 |                 |                 |                 | 18. Juli 1947      | 18. Juli 1953      |                                                                         | [ 60 ]                          |
| Claudia Löffler        | Oberlandesgericht München                                                                              | 9. Februar 2021    | 94              | 1               | 17              | 83.9            | 1. März 2021       | 17. Oktober 2025   | nicht wiedergewählt                                                     | [ 129 ] [ 130 ]                 |
| Michael Lorbacher      | Vorsitzender Richter am Oberlandesgericht München                                                      | 16. Februar 2006   | 128             | 0               | 15              | 89.5            | 1. März 2006       | 15. Februar 2014   | Wiederwahl                                                              | [ 57 ] [ 131 ]                  |
| Michael Lorbacher      | Vorsitzender Richter am Oberlandesgericht München                                                      | 26. März 2014      | 125             | 2               | 23              |                 | 15. Februar 2014   | 31. Januar 2017    | Ruhestand                                                               | [ 131 ] [ 67 ] [ 86 ]           |
| Klaus-Werner Lotz      | Vizepräsident des Bayerischen Verwaltungsgerichtshofs                                                  | 21. Juli 1981      | per Akklamation | per Akklamation | per Akklamation | per Akklamation | 21. Juli 1981      | 21. Juli 1987      | Wiederwahl                                                              | [ 127 ] [ 30 ]                  |
| Klaus-Werner Lotz      | Präsident des Bayerischen Verwaltungsgerichtshofs                                                      | 10. November 1987  | per Akklamation | per Akklamation | per Akklamation | per Akklamation | 10. November 1987  | 10. November 1993  | Wiederwahl                                                              | [ 30 ] [ 31 ]                   |
| Klaus-Werner Lotz      | Präsident des Bayerischen Verwaltungsgerichtshofs                                                      | 8. Juli 1993       | 113             | 10              |                 | 91.9            | 10. November 1993  | 31. Mai 1995       | trat in den Ruhestand                                                   | [ 31 ] [ 32 ]                   |
| Karl-Heinz Ludwig      | Präsident des Oberlandesgerichts Nürnberg                                                              | 16. Dezember 1980  | per Akklamation | per Akklamation | per Akklamation | per Akklamation | 16. Dezember 1980  |                    |                                                                         | [ 97 ]                          |
| Clemens Lückemann      | Präsident des Oberlandesgerichts Bamberg                                                               | 11. Februar 2015   | 86              | 18              | 46              | 57,3            | 11. Februar 2015   | 31. Januar 2020    | trat in den Ruhestand                                                   | [ 52 ] [ 54 ]                   |
| Angelika Mack          | Präsidentin des Arbeitsgerichts München                                                                | 9. Oktober 2002    | 147             | 0               | 16              | 90.2            | 1. November 2002   | 31. Oktober 2010   | Wiederwahl                                                              | [ 34 ] [ 49 ]                   |
| Angelika Mack          | Präsidentin des Landesarbeitsgerichts München                                                          | 19. Oktober 2010   | 140             | 0               | 17              | 89.2            | 19. Oktober 2010   | 29. Februar 2012   | trat in den Ruhestand                                                   | [ 49 ] [ 50 ]                   |
| ? Martin               | Amtsgerichtsrat in Sonthofen                                                                           | 17. Juli 1947      | per Akklamation | per Akklamation | per Akklamation | per Akklamation | 17. Juli 1947      | 18. Juli 1953      |                                                                         | [ 2 ] [ 3 ]                     |
| ? Martini              | Senatspräsident in München                                                                             | 18. Juli 1947      | per Akklamation | per Akklamation | per Akklamation | per Akklamation | 18. Juli 1947      | 18. Juli 1953      |                                                                         | [ 60 ]                          |
| Theodor Meder          | Senatspräsident beim Oberlandesgericht München                                                         | 22. Oktober 1959   |                 |                 |                 |                 | 22. Oktober 1959   | 22. Oktober 1965   | Wiederwahl                                                              | [ 25 ] [ 80 ]                   |
| Theodor Meder          | Vizepräsident des Oberlandesgerichts München                                                           | 15. November 1965  | per Akklamation | per Akklamation | per Akklamation | per Akklamation | 15. November 1965  | 1970               | trat in den Ruhestand                                                   | [ 80 ] [ 100 ]                  |
| Michael Meisenberg     | Präsident des Oberlandesgerichts Bamberg                                                               | 16. Februar 2005   | 97              | 11              | 37              | 66.9            | 16. Februar 2005   | 31. Oktober 2006   | Amt niedergelegt                                                        | [ 46 ] [ 47 ]                   |
| ? Meiser               | Präsident des Landgerichts Passau                                                                      | 17. Juli 1947      | per Akklamation | per Akklamation | per Akklamation | per Akklamation | 17. Juli 1947      |                    |                                                                         | [ 2 ] [ 3 ]                     |
| Heinrich Merl          | Vorsitzende Richter am Oberlandesgericht München                                                       | 12. Juli 2000      | 152             | 12              | 4               | 90.5            | 12. Juli 2000      | 28. Februar 2005   | trat in den Ruhestand                                                   | [ 44 ] [ 46 ]                   |
| Franz Merz             | Richter am Oberlandesgericht München                                                                   | 15. Juli 1969      | per Akklamation | per Akklamation | per Akklamation | per Akklamation | 15. Juli 1969      | 31. Mai 1974       | Ernennung zum Richter am Bundesgerichtshof                              | [ 77 ] [ 28 ]                   |
| Elisabeth Mette        | Vizepräsidentin des Bayerischen Landessozialgerichtes                                                  | 11. November 2009  | 132             | 0               | 19              | 87.4            | 11. November 2009  | 17. Oktober 2017   | tritt nicht zur Wiederwahl an                                           | [ 117 ] [ 53 ]                  |
| Richard Metzner        | Vorsitzender Richter am Verwaltungsgerichtshof                                                         | 16. Dezember 1980  | per Akklamation | per Akklamation | per Akklamation | per Akklamation | 16. Dezember 1980  | 16. Dezember 1986  | Wiederwahl                                                              | [ 97 ] [ 87 ]                   |
| Richard Metzner        | Vorsitzender Richter am Verwaltungsgerichtshof                                                         | 21. Mai 1987       | per Akklamation | per Akklamation | per Akklamation | per Akklamation | 21. Mai 1987       | 21. Mai 1993       | Wiederwahl                                                              | [ 87 ] [ 88 ]                   |
| Richard Metzner        | Vorsitzender Richter am Verwaltungsgerichtshof                                                         | 27. Mai 1993       | 135             | 10              |                 | 93.1            | 21. Mai 1993       | 31. Dezember 1998  | trat in den Ruhestand                                                   | [ 88 ] [ 55 ]                   |
| Ivo Moll               | Präsident des Bayerischen Verwaltungsgerichts Augsburg                                                 | 15. Juli 2008      | 128             | 2               | 15              | 88.3            | 1. August 2008     | 31. Juli 2016      | voraussichtlich                                                         | [ 48 ]                          |
| ? Morgenroth           | Oberlandesgerichtsrat München                                                                          | 18. Juli 1947      | per Akklamation | per Akklamation | per Akklamation | per Akklamation | 18. Juli 1947      | 18. Juli 1953      |                                                                         | [ 60 ]                          |
| ? Mork                 | Präsident des Landgerichts Landshut                                                                    | 17. Juli 1947      | per Akklamation | per Akklamation | per Akklamation | per Akklamation | 17. Juli 1947      | 18. Juli 1953      |                                                                         | [ 2 ] [ 3 ]                     |
| Siegfried Mühlbauer    | Richter am Bayerischen Obersten Landesgericht                                                          | 24. Februar 1970   | per Akklamation | per Akklamation | per Akklamation | per Akklamation | 24. Februar 1970   | 24. Februar 1976   | Wiederwahl                                                              | [ 98 ] [ 132 ]                  |
| Siegfried Mühlbauer    | Präsident des Landgerichts Regensburg                                                                  | 24. Februar 1976   | per Akklamation | per Akklamation | per Akklamation | per Akklamation | 24. Februar 1976   | 24. Februar 1982   | Wiederwahl                                                              | [ 132 ] [ 133 ]                 |
| Siegfried Mühlbauer    | Vorsitzender Richter am Bayerischen Obersten Landesgericht                                             | 2. März 1982       | per Akklamation | per Akklamation | per Akklamation | per Akklamation | 2. März 1982       |                    |                                                                         | [ 133 ]                         |
| Helmut Müller          | Präsident des Sozialgerichts Würzburg                                                                  | 13. Juli 1978      | per Akklamation | per Akklamation | per Akklamation | per Akklamation | 13. Juli 1978      | 13. Juli 1984      | Wiederwahl                                                              | [ 62 ] [ 63 ]                   |
| Helmut Müller          | Präsident des Sozialgerichts Würzburg                                                                  | 17. Juli 1984      | per Akklamation | per Akklamation | per Akklamation | per Akklamation | 17. Juli 1984      | 16. Juli 1990      | Wiederwahl                                                              | [ 63 ] [ 84 ]                   |
| Helmut Müller          | Präsident des Bayerischen Landessozialgerichts                                                         | 18. Juli 1990      | per Akklamation | per Akklamation | per Akklamation | per Akklamation | 18. Juli 1990      | 30. September 1993 | trat in den Ruhestand                                                   | [ 84 ] [ 31 ]                   |
| Judith Müller          | Richterin am Bayerischen Verwaltungsgerichtshof                                                        | 25. September 2007 | 116             | 0               | 16              | 87.9            | 25. September 2007 | 24. September 2015 | Wiederwahl                                                              | [ 121 ] [ 113 ]                 |
| Judith Müller          | Vorsitzende Richterin am Bayerischen Verwaltungsgerichtshof                                            | 21. Juli 2015      | 128             | 5               | 19              | 84.2            | 25. September 2015 | 24. September 2023 | voraussichtlich                                                         | [ 113 ]                         |
| Ulrike Müller          | Richterin am Oberlandesgericht München                                                                 | 14. Februar 2012   | 130             | 1               | 17              | 87.8            | 1. März 2012       | 1. Dezember 2015   | Ausgeschieden: Versetzung an den Bundesgerichtshof zum 2. Dezember 2015 | [ 50 ] [ 134 ]                  |
| Bernt Münzenberg       | Vorsitzender Richter am Oberlandesgericht München                                                      | 20. März 2013      | 108             | 4               | 18              | 83.1            | 1. Juni 2013       | 31. Mai 2021       | Wiederwahl                                                              | [ 51 ] [ 129 ]                  |
| Bernt Münzenberg       | Präsident des Amtsgerichts Augsburg                                                                    | 9. Februar 2021    | 91              | 2               | 19              | 81.3            | 1. Juni 2021       | 31. Mai 2029       | voraussichtlich                                                         | [ 129 ] [ 130 ]                 |
| Andrea Muthig          | Richterin am Oberlandesgericht München                                                                 | 14. Februar 2012   | 128             | 1               | 19              | 86.5            | 14. Februar 2012   | 14. Februar 2020   | Wiederwahl                                                              | [ 50 ] [ 54 ]                   |
| Andrea Muthig          | Richterin am Oberlandesgericht München                                                                 | 19. Februar 2020   | 130             | 8               | 37              | 74.3            | 19. Februar 2020   | 19. Februar 2028   | voraussichtlich                                                         | [ 54 ]                          |
| ? Naaff                | Landgerichtsrat in München                                                                             | 17. Juli 1947      | per Akklamation | per Akklamation | per Akklamation | per Akklamation | 17. Juli 1947      |                    |                                                                         | [ 2 ] [ 3 ]                     |
| Paul Nappenbach        | Richter am Oberlandesgericht München                                                                   | 31. Januar 1979    | per Akklamation | per Akklamation | per Akklamation | per Akklamation | 31. Januar 1979    | 31. Januar 1985    | Wiederwahl                                                              | [ 41 ] [ 135 ]                  |
| Paul Nappenbach        | Richter am Bayerischen Obersten Landesgericht                                                          | 5. März 1985       | per Akklamation | per Akklamation | per Akklamation | per Akklamation | 5. März 1985       | 5. März 1991       | Wiederwahl                                                              | [ 135 ] [ 68 ]                  |
| Paul Nappenbach        | Richter am Bayerischen Obersten Landesgericht                                                          | 17. Juli 1991      | 81              | 53              |                 | 60.4            | 17. Juli 1991      | 31. Mai 1997       | trat in den Ruhestand                                                   | [ 68 ] [ 104 ]                  |
| Maximilian Nüchterlein | Präsident des Oberlandesgerichts Nürnberg                                                              | 27. Oktober 1971   | per Akklamation | per Akklamation | per Akklamation | per Akklamation | 27. Oktober 1971   | 27. Oktober 1977   | Wiederwahl                                                              | [ 92 ] [ 96 ]                   |
| Maximilian Nüchterlein | Präsident des Oberlandesgerichts Nürnberg                                                              | 24. Mai 1977       | per Akklamation | per Akklamation | per Akklamation | per Akklamation | 27. Oktober 1977   | 30. April 1978     | trat in den Ruhestand                                                   | [ 96 ] [ 62 ]                   |
| Walter Odersky         | Präsident des Bayerischen Obersten Landesgerichts                                                      | 19. Oktober 1983   | per Akklamation | per Akklamation | per Akklamation | per Akklamation | 19. Oktober 1983   | 31. Dezember 1987  | Ernennung zum Präsidenten des Bundesgerichtshof                         | [ 42 ]                          |
| Ernst Oestreicher      | Oberverwaltungsgerichtsrat                                                                             | 24. Oktober 1961   | per Akklamation | per Akklamation | per Akklamation | per Akklamation | 24. Oktober 1961   | 1964               |                                                                         | [ 26 ] [ 125 ]                  |
| Ralf Peter             | Direktor des Amtsgerichts Mühldorf am Inn                                                              | 11. November 2009  | 131             | 2               | 18              | 86.8            | 11. November 2009  | 11. November 2017  | voraussichtlich                                                         | [ 117 ]                         |
| Andreas Polloczek      | Richter am Bayerischen Verwaltungsgerichtshof in Ansbach                                               | 13. Februar 2003   | 94              | 49              | 9               | 61.8            | 13. Februar 2003   | 13. Februar 2011   | Wiederwahl                                                              | [ 128 ] [ 36 ]                  |
| Andreas Polloczek      | Vorsitzender Richter am Bayerischen Verwaltungsgerichtshof                                             | 2. März 2011       | 129             | 3               | 24              | 82.7            | 2. März 2011       | 31. Mai 2014       | Ruhestand                                                               | [ 36 ] [ 131 ]                  |
| Erwin Pongratz         | Vorsitzender Richter am Bayerischen Verwaltungsgerichtshof                                             | 17. März 1992      | 103             | 53              |                 | 66              | 1992               | 2000               | Wiederwahl                                                              | [ 85 ] [ 44 ]                   |
| Erwin Pongratz         | Vizepräsident des Bayerischen Verwaltungsgerichtshofs                                                  | 12. Juli 2000      | 153             | 13              | 1               | 91.6            | 12. Juli 2000      | 31. Oktober 2007   | trat in den Ruhestand                                                   | [ 44 ] [ 121 ]                  |
| Peter Preisenhammer    | Oberverwaltungsgerichtsrat                                                                             | 21. Oktober 1966   | per Akklamation | per Akklamation | per Akklamation | per Akklamation | 21. Oktober 1966   | 21. Oktober 1972   | Wiederwahl                                                              | [ 93 ] [ 94 ]                   |
| Peter Preisenhammer    | Senatspräsident am Bayerischen Verwaltungsgerichtshof                                                  | 24. Oktober 1972   | per Akklamation | per Akklamation | per Akklamation | per Akklamation | 24. Oktober 1972   | 1978               | trat in den Ruhestand                                                   | [ 94 ] [ 62 ]                   |
| Eduard Preißler        | Landgerichtsdirektor (LG München II)                                                                   | 17. Mai 1957       | per Akklamation | per Akklamation | per Akklamation | per Akklamation | 17. Mai 1957       | 17. Mai 1963       | Wiederwahl                                                              | [ 105 ] [ 136 ]                 |
| Eduard Preißler        | Landgerichtsdirektor (LG München II)                                                                   | 29. Mai 1963       | per Akklamation | per Akklamation | per Akklamation | per Akklamation | 29. Mai 1963       | 29. Mai 1969       | Wiederwahl                                                              | [ 136 ] [ 77 ]                  |
| Eduard Preißler        | Oberstlandesgerichtsrat                                                                                | 15. Juli 1969      | per Akklamation | per Akklamation | per Akklamation | per Akklamation | 15. Juli 1969      | 1971               | trat in den Ruhestand                                                   | [ 77 ] [ 92 ]                   |
| Ludwig Rau             | Oberlandesgerichtsrat                                                                                  | 9. Februar 1961    | per Akklamation | per Akklamation | per Akklamation | per Akklamation | 9. Februar 1961    | 9. Februar 1967    | Wiederwahl                                                              | [ 61 ] [ 76 ]                   |
| Ludwig Rau             | Vizepräsident des Landgerichts München II                                                              | 1. März 1967       | per Akklamation | per Akklamation | per Akklamation | per Akklamation | 1. März 1967       | 1. März 1973       | Wiederwahl                                                              | [ 76 ] [ 137 ]                  |
| Ludwig Rau             | Präsident des Landgerichts Traunstein                                                                  | 23. Januar 1973    | per Akklamation | per Akklamation | per Akklamation | per Akklamation | 1. März 1973       | 31. Juli 1975      | trat in den Ruhestand                                                   | [ 137 ] [ 78 ]                  |
| Hans Gerhard Reichel   | Vorsitzender Richter am Bayerischen Verwaltungsgerichtshof                                             | 23. März 1988      | per Akklamation | per Akklamation | per Akklamation | per Akklamation | 23. März 1988      | 22. März 1994      | Wiederwahl                                                              | [ 43 ] [ 69 ]                   |
| Hans Gerhard Reichel   | Vorsitzender Richter am Bayerischen Verwaltungsgerichtshof                                             | 24. Februar 1994   | 106             | 10              |                 | 91.4            | 22. März 1994      | 13. August 1995    | Amt niedergelegt                                                        | [ 69 ] [ 71 ] [ 101 ]           |
| Kurt Reichwein         | Präsident des Landgerichts München II                                                                  | 24. Mai 1977       | per Akklamation | per Akklamation | per Akklamation | per Akklamation | 24. Mai 1977       | 24. Mai 1983       | Wiederwahl                                                              | [ 96 ] [ 138 ]                  |
| Kurt Reichwein         | Präsident des Landgerichts München II                                                                  | 19. Juli 1983      | per Akklamation | per Akklamation | per Akklamation | per Akklamation | 19. Juli 1983      | 19. Juli 1989      | Wiederwahl                                                              | [ 138 ] [ 139 ]                 |
| Kurt Reichwein         | Präsident des Landgerichts München II                                                                  | 15. November 1989  | per Akklamation | per Akklamation | per Akklamation | per Akklamation | 15. November 1989  | 30. September 1991 | trat in den Ruhestand                                                   | [ 139 ] [ 15 ]                  |
| Karl Renner            | Oberlandesgerichtsrat in München                                                                       | 17. Dezember 1959  | per Akklamation | per Akklamation | per Akklamation | per Akklamation | 17. Dezember 1959  | 1964               | Ernennung zum Oberstaatsanwalt                                          | [ 89 ] [ 125 ]                  |
| Karl Renner            | Vizepräsident des Oberlandesgerichts München                                                           | 9. Juli 1968       | per Akklamation | per Akklamation | per Akklamation | per Akklamation | 9. Juli 1968       | 9. Juli 1974       | Wiederwahl                                                              | [ 58 ] [ 28 ]                   |
| Karl Renner            | Präsident des Landgerichts München II                                                                  | 27. Juni 1974      | per Akklamation | per Akklamation | per Akklamation | per Akklamation | 9. Juli 1974       | 31. Januar 1977    | trat in den Ruhestand                                                   | [ 28 ] [ 96 ]                   |
| ? Riedel               | Amtsgerichtsrat in Schwabmünchen                                                                       | 17. Juli 1947      |                 |                 |                 |                 |                    | 17. Juli 1947      |                                                                         | [ 2 ] [ 3 ]                     |
| Josef Riesenberger     | Oberlandesgerichtsrat                                                                                  | 31. Januar 1967    | per Akklamation | per Akklamation | per Akklamation | per Akklamation | 31. Januar 1967    | 31. Januar 1973    | Wiederwahl                                                              | [ 140 ] [ 137 ]                 |
| Josef Riesenberger     | Vorsitzender Richter am Landgericht München I                                                          | 23. Januar 1973    | per Akklamation | per Akklamation | per Akklamation | per Akklamation | 23. Januar 1973    | 23. Januar 1979    | Wiederwahl                                                              | [ 137 ] [ 12 ]                  |
| Josef Riesenberger     | Vizepräsident des Landgerichts München I                                                               | 4. April 1979      | per Akklamation | per Akklamation | per Akklamation | per Akklamation | 4. April 1979      | 4. April 1985      | Wiederwahl                                                              | [ 12 ] [ 135 ]                  |
| Josef Riesenberger     | Vizepräsident des Landgerichts München I                                                               | 5. März 1985       | per Akklamation | per Akklamation | per Akklamation | per Akklamation | 5. März 1985       | 31. März 1990      | trat in den Ruhestand                                                   | [ 135 ] [ 84 ]                  |
| Dieter Rojahn          | Vorsitzender Richter am Oberlandesgericht München                                                      | 21. Juli 2005      | 119             | 0               | 17              | 87.5            | 21. Juli 2005      | 31. Dezember 2011  | trat in den Ruhestand                                                   | [ 75 ] [ 50 ]                   |
| Dagmar Ruderisch       | Vorsitzende Richterin am Oberlandesgericht München                                                     | 25. Oktober 2001   | 84              | 6               | 44              | 62.7            | 1. November 2001   | 31. Oktober 2009   | Wiederwahl                                                              | [ 112 ] [ 117 ]                 |
| Dagmar Ruderisch       | Vorsitzende Richterin am Oberlandesgericht München                                                     | 11. November 2009  | 132             | 0               | 19              | 87.4            | 11. November 2009  | 17. Oktober 2017   | seit 2006 Generalsekretärin, Wiederwahl                                 | [ 117 ] [ 141 ] [ 142 ]         |
| Dagmar Ruderisch       | Vorsitzende Richterin am Oberlandesgericht München                                                     | 17. Oktober 2017   | 127             | 5               | 20              | 83.6            | 2. November 2017   | 28. Februar 2021   | Generalsekretärin, trat in den Ruhestand                                | [ 141 ] [ 143 ] [ 129 ] [ 144 ] |
| Benedikt Sasowski      | Richter am Bayerischen Verwaltungsgerichtshof                                                          | 16. Dezember 1980  | per Akklamation | per Akklamation | per Akklamation | per Akklamation | 16. Dezember 1980  | 16. Dezember 1986  | trat nicht zur Wiederwahl an                                            | [ 97 ] [ 87 ]                   |
| Ludwig Schäfer         | Oberlandesgerichtsrat in München                                                                       | 7. Juli 1958       | per Akklamation | per Akklamation | per Akklamation | per Akklamation | 7. Juli 1958       | 31. Dezember 1960  | Ernennung zum Richter am Bundesgerichtshof                              | [ 103 ] [ 61 ]                  |
| Ludwig Schäfer         | Oberlandesgerichtsrat in München                                                                       | 10. April 1962     | per Akklamation | per Akklamation | per Akklamation | per Akklamation | 10. April 1962     | 10. April 1968     | Wiederwahl                                                              | [ 145 ] [ 91 ]                  |
| Ludwig Schäfer         | Senatspräsident am Bayerischen Obersten Landesgericht                                                  | 18. Juni 1968      | per Akklamation | per Akklamation | per Akklamation | per Akklamation | 18. Juni 1968      | 18. Juni 1974      | Wiederwahl                                                              | [ 91 ] [ 28 ]                   |
| Ludwig Schäfer         | Präsident des Bayerischen Obersten Landesgerichts                                                      | 27. Juni 1974      | per Akklamation | per Akklamation | per Akklamation | per Akklamation | 27. Juni 1974      | 30. Juni 1977      | trat in den Ruhestand                                                   | [ 28 ] [ 40 ]                   |
| Wolfgang Schaffer      | Präsident des Oberlandesgerichts Nürnberg                                                              | 23. März 1988      | 87              | 59              |                 | 59.6            | 23. März 1988      | 22. März 1994      | Wiederwahl                                                              | [ 43 ] [ 69 ]                   |
| Wolfgang Schaffer      | Präsident des Oberlandesgerichts Nürnberg                                                              | 24. Februar 1994   | 70              | 46              |                 | 60.3            | 22. März 1994      | 31. Januar 1998    | trat in den Ruhestand                                                   | [ 69 ] [ 71 ] [ 56 ]            |
| Wolfgang Schier        | Präsident des Bayerischen Obersten Landesgerichts                                                      | 19. Oktober 1977   | per Akklamation | per Akklamation | per Akklamation | per Akklamation | 19. Oktober 1977   | 28. Februar 1983   | trat in den Ruhestand                                                   | [ 40 ] [ 42 ]                   |
| Andrea Schmidt         | Vorsitzende Richterin am Landgericht München I                                                         | 21. Juli 2005      | 121             | 0               | 15              | 89              | 1. Oktober 2005    | 30. September 2009 | Versetzung an das Staatsministerium der Justiz                          | [ 75 ] [ 117 ]                  |
| Andrea Schmidt         | Präsidentin des Landgerichts München I; ab Oktober 2021 Präsidentin Bayerisches Oberstes Landesgericht | 19. Februar 2020   | 130             | 11              | 34              | 74.3            | 19. Februar 2020   |                    |                                                                         | [ 54 ]                          |
| August Schmidt         | (Vorsitzender) Richter am Oberlandesgericht Nürnberg                                                   | 15. Juli 1969      | per Akklamation | per Akklamation | per Akklamation | per Akklamation | 15. Juli 1969      | 15. Juli 1975      | Wiederwahl                                                              | [ 77 ] [ 78 ]                   |
| August Schmidt         | (Vorsitzender) Richter am Oberlandesgericht Nürnberg                                                   | 15. Juli 1975      | per Akklamation | per Akklamation | per Akklamation | per Akklamation | 15. Juli 1975      | 15. Juli 1981      | Wiederwahl                                                              | [ 78 ] [ 127 ]                  |
| August Schmidt         | (Vorsitzender) Richter am Oberlandesgericht Nürnberg                                                   | 21. Juli 1981      | per Akklamation | per Akklamation | per Akklamation | per Akklamation | 21. Juli 1981      | 31. Juli 1984      | trat in den Ruhestand                                                   | [ 127 ] [ 109 ]                 |
| Franz Schmidt          | Senatspräsident München                                                                                | 17. Juli 1947      |                 |                 |                 |                 | 17. Juli 1947      |                    |                                                                         | [ 2 ] [ 3 ]                     |
| Johann Schmidt         | Vorsitzender Richter am Bayerischen Verwaltungsgerichtshof                                             | 12. Dezember 1967  | per Akklamation | per Akklamation | per Akklamation | per Akklamation | 12. Dezember 1967  | 12. Dezember 1973  | Wiederwahl                                                              | [ 66 ] [ 95 ]                   |
| Johann Schmidt         | Vorsitzender Richter am Bayerischen Verwaltungsgerichtshof                                             | 17. Juli 1973      | per Akklamation | per Akklamation | per Akklamation | per Akklamation | 12. Dezember 1973  | 12. Dezember 1979  | Wiederwahl                                                              | [ 95 ] [ 29 ]                   |
| Johann Schmidt         | Präsident des Bayerischen Verwaltungsgerichtshofs                                                      | 28. Oktober 1980   | per Akklamation | per Akklamation | per Akklamation | per Akklamation | 28. Oktober 1980   | 28. Oktober 1986   |                                                                         | [ 29 ]                          |
| Andreas Schmitz        | Richter am Bayerischen Verwaltungsgerichtshof                                                          | 25. September 2007 | 116             | 0               | 16              | 87.9            | 1. November 2007   | 24. September 2015 | Wiederwahl                                                              | [ 121 ] [ 113 ]                 |
| Andreas Schmitz        | Vorsitzender Richter am Bayerischen Verwaltungsgerichtshof                                             | 21. Juli 2015      | 128             | 6               | 18              | 84.2            | 25. September 2015 | 24. September 2023 | voraussichtlich                                                         | [ 113 ]                         |
| Günter Schmitz         | Richter am Bayerischen Obersten Landesgericht                                                          | 10. Oktober 1991   | 78              | 53              | 1               | 59.1            | 10. Oktober 1991   | 10. Oktober 1999   | Wiederwahl                                                              | [ 15 ] [ 72 ]                   |
| Günter Schmitz         | Richter am Bayerischen Obersten Landesgericht                                                          | 10. Dezember 1999  | 104             | 54              | 2               | 65              | 10. Dezember 1999  | 30. Juni 2005      | in den Ruhestand getreten                                               | [ 72 ] [ 75 ]                   |
| Josef Schneider        | Oberlandesgerichtsrat in München                                                                       | 18. Juli 1947      |                 |                 |                 |                 | 18. Juli 1947      |                    |                                                                         | [ 60 ]                          |
| Dagmar Schuchardt      | Präsidentin des Landgerichts Nürnberg-Fürth                                                            | 13. Februar 2003   | 124             | 12              | 17              | 81              | 1. April 2003      | 28. Februar 2006   | in den Ruhestand getreten                                               | [ 128 ] [ 57 ]                  |
| Gerhard Schütz         | (Vorsitzender) Richter am Bayerischen Verwaltungsgerichtshof                                           | 27. Juni 1974      | per Akklamation | per Akklamation | per Akklamation | per Akklamation | 1. Juli 1974       | 30. Juni 1980      | Wiederwahl                                                              | [ 28 ] [ 29 ]                   |
| Gerhard Schütz         | (Vorsitzender) Richter am Bayerischen Verwaltungsgerichtshof                                           | 28. Oktober 1980   | per Akklamation | per Akklamation | per Akklamation | per Akklamation | 28. Oktober 1980   | 28. Oktober 1986   | Wiederwahl                                                              | [ 29 ] [ 87 ]                   |
| Gerhard Schütz         | Vizepräsident des Bayerischen Verwaltungsgerichtshofs                                                  | 21. Mai 1987       | 107             | 15              |                 | 87.7            | 21. Mai 1987       | 31. Oktober 1992   | trat in den Ruhestand                                                   | [ 87 ] [ 82 ]                   |
| Herbert Schwarzer      | (Vorsitzender) Richter am Bayerischen Verwaltungsgerichtshof                                           | 27. Oktober 1971   | per Akklamation | per Akklamation | per Akklamation | per Akklamation | 27. Oktober 1971   | 27. Oktober 1977   | Wiederwahl                                                              | [ 92 ] [ 96 ]                   |
| Herbert Schwarzer      | (Vorsitzender) Richter am Bayerischen Verwaltungsgerichtshof                                           | 24. Mai 1977       | per Akklamation | per Akklamation | per Akklamation | per Akklamation | 27. Oktober 1977   | 27. Oktober 1983   | Wiederwahl                                                              | [ 96 ] [ 138 ]                  |
| Herbert Schwarzer      | (Vorsitzender) Richter am Bayerischen Verwaltungsgerichtshof                                           | 19. Juli 1983      | per Akklamation | per Akklamation | per Akklamation | per Akklamation | 19. Juli 1983      | 19. Juli 1989      | Wiederwahl                                                              | [ 138 ] [ 139 ]                 |
| Herbert Schwarzer      | (Vorsitzender) Richter am Bayerischen Verwaltungsgerichtshof                                           | 15. November 1989  | per Akklamation | per Akklamation | per Akklamation | per Akklamation | 15. November 1989  | 31. Januar 1991    |                                                                         | [ 139 ] [ 68 ]                  |
| Karl Schweiger         | Oberverwaltungsgerichtsrat                                                                             | 29. März 1966      | 143             | 17              |                 | 89.4            | 29. März 1966      | 1966               | Ernennung zum Richter am Bundesverwaltungsgericht                       | [ 65 ] [ 93 ]                   |
| Otto Seidl             | Richter am Oberlandesgericht München                                                                   | 27. Juni 1974      | per Akklamation | per Akklamation | per Akklamation | per Akklamation | 27. Juni 1974      | 1978               | Ernennung zum Bundesrichter                                             | [ 28 ] [ 62 ]                   |
| Raphael Singer         | Präsident des Landgerichts München II                                                                  | 16. Februar 2005   | 98              | 36              | 11              | 67.6            | 1. März 2005       | 31. Januar 2009    | trat in den Ruhestand                                                   | [ 46 ] [ 147 ]                  |
| Werner Stadler         | Präsident des Landgerichts Memmingen                                                                   | 3. Juli 1986       | per Akklamation | per Akklamation | per Akklamation | per Akklamation | 3. Juli 1986       | 3. Juli 1992       | Wiederwahl                                                              | [ 148 ] [ 85 ]                  |
| Werner Stadler         | Präsident des Landgerichts Memmingen                                                                   | 17. März 1992      | 107             | 49              |                 | 68.6            | 3. Juli 1992       | 3. Juli 2000       | Wiederwahl                                                              | [ 85 ] [ 44 ]                   |
| Werner Stadler         | Präsident des Landgerichts Memmingen                                                                   | 12. Juli 2000      | 151             | 10              | 7               | 89.9            | 12. Juli 2000      | 31. März 2002      | trat in den Ruhestand                                                   | [ 44 ] [ 74 ]                   |
| Walter Stadlmeier      | (Vorsitzender) Richter am Bayerischen Verwaltungsgerichtshof                                           | 17. Juli 1973      | per Akklamation | per Akklamation | per Akklamation | per Akklamation | 1. August 1973     | 31. Juli 1979      | Wiederwahl                                                              | [ 95 ] [ 79 ]                   |
| Walter Stadlmeier      | (Vorsitzender) Richter am Bayerischen Verwaltungsgerichtshof                                           | 6. Mai 1980        | per Akklamation | per Akklamation | per Akklamation | per Akklamation | 6. Mai 1980        | 30. November 1985  | trat in den Ruhestand                                                   | [ 79 ] [ 108 ]                  |
| Karl Streicher         | (Vorsitzender) Richter am Oberlandesgericht München                                                    | 29. Oktober 1964   | per Akklamation | per Akklamation | per Akklamation | per Akklamation | 29. Oktober 1964   | 29. Oktober 1970   | Wiederwahl                                                              | [ 125 ] [ 126 ]                 |
| Karl Streicher         | (Vorsitzender) Richter am Oberlandesgericht München                                                    | 16. September 1970 | per Akklamation | per Akklamation | per Akklamation | per Akklamation | 16. September 1970 | 16. September 1976 | Wiederwahl                                                              | [ 126 ] [ 106 ]                 |
| Karl Streicher         | (Vorsitzender) Richter am Oberlandesgericht München                                                    | 13. Juli 1976      | per Akklamation | per Akklamation | per Akklamation | per Akklamation | 16. September 1976 | 30. November 1982  | trat in den Ruhestand                                                   | [ 106 ] [ 114 ]                 |
| Georg Stürmer          | Oberstlandesgerichtsrat                                                                                |                    |                 |                 |                 |                 |                    | 1963               | Wiederwahl                                                              | [ 73 ]                          |
| Georg Stürmer          | Senatspräsident beim Oberlandesgericht München                                                         | 12. Februar 1963   | per Akklamation | per Akklamation | per Akklamation | per Akklamation | 12. Februar 1963   | 12. Februar 1969   | Wiederwahl                                                              | [ 73 ] [ 119 ]                  |
| Georg Stürmer          | Senatspräsident beim Oberlandesgericht München                                                         | 26. März 1969      | per Akklamation | per Akklamation | per Akklamation | per Akklamation | 26. März 1969      |                    |                                                                         | [ 119 ]                         |
| ? Tenbörg              | Oberverwaltungsgerichtsrat                                                                             |                    |                 |                 |                 |                 |                    |                    | trat nicht zur Wiederwahl an                                            | [ 90 ]                          |
| Paul Theuersbacher     | (Vorsitzender) Richter am Bayerischen Verwaltungsgerichtshof                                           | 22. November 1977  | per Akklamation | per Akklamation | per Akklamation | per Akklamation | 22. November 1977  | 22. November 1983  | Wiederwahl                                                              | [ 149 ] [ 42 ]                  |
| Paul Theuersbacher     | (Vorsitzender) Richter am Bayerischen Verwaltungsgerichtshof                                           | 19. Oktober 1983   | per Akklamation | per Akklamation | per Akklamation | per Akklamation | 19. Oktober 1983   | 19. Oktober 1989   | Wiederwahl                                                              | [ 42 ] [ 139 ]                  |
| Paul Theuersbacher     | Vizepräsident des Bayerischen Verwaltungsgerichtshofs                                                  | 15. November 1989  | per Akklamation | per Akklamation | per Akklamation | per Akklamation | 15. November 1989  | 15. November 1995  | Wiederwahl                                                              | [ 139 ] [ 32 ]                  |
| Paul Theuersbacher     | Vizepräsident des Bayerischen Verwaltungsgerichtshofs                                                  | 15. November 1995  | 137             | 0               | 1               | 99.3            | 15. November 1995  | 30. September 1999 | trat in den Ruhestand                                                   | [ 32 ] [ 33 ] [ 72 ]            |
| Karl Thiere            | Präsident des Landgerichts Memmingen                                                                   | 16. Februar 2006   | 128             | 0               | 15              | 89.5            | 1. März 2006       | 31. Mai 2013       | trat in den Ruhestand                                                   | [ 57 ] [ 51 ]                   |
| Horst Tilch            | Vizepräsident des Landgerichts Passau                                                                  | 15. Juli 1975      | per Akklamation | per Akklamation | per Akklamation | per Akklamation | 1. August 1975     |                    | zum Ministerialrat ernannt                                              | [ 78 ] [ 41 ]                   |
| Horst Tilch            | Vorsitzender Richter am Oberlandesgericht München                                                      | 6. Mai 1980        | per Akklamation | per Akklamation | per Akklamation | per Akklamation | 6. Mai 1980        | 6. Mai 1986        | Wiederwahl                                                              | [ 79 ] [ 59 ]                   |
| Horst Tilch            | Vorsitzender Richter am Oberlandesgericht München                                                      | 18. März 1986      | per Akklamation | per Akklamation | per Akklamation | per Akklamation | 6. Mai 1986        | 6. Mai 1992        | Wiederwahl                                                              | [ 59 ] [ 85 ]                   |
| Horst Tilch            | Vorsitzender Richter am Oberlandesgericht München                                                      | 17. März 1992      | 84              | 72              |                 | 53.8            | 6. Mai 1992        | 6. Mai 2000        | trat nicht zur Wiederwahl an                                            | [ 85 ] [ 44 ]                   |
| Maria Vavra            | Richterin am Bayerischen Obersten Landesgericht                                                        | 15. Mai 1997       | 117             | 1               | 1               | 98.3            | 1. September 1997  | 1. September 2005  | Wiederwahl                                                              | [ 104 ] [ 75 ]                  |
| Maria Vavra            | Vorsitzende Richterin am Oberlandesgericht München                                                     | 21. Juli 2005      | 113             | 3               | 20              | 83.1            | 21. Juli 2005      | 21. Juli 2013      | trat nicht zur Wiederwahl an                                            | [ 75 ] [ 37 ]                   |
| Herbert Veh            | Präsident des Amtsgerichts Augsburg                                                                    | 4. März 2009       | 117             | 4               | 18              | 84.2            | 4. März 2009       | 3. März 2017       | Ende der Amtszeit                                                       | [ 147 ] [ 86 ]                  |
| Ludwig Wagner          | Richter am Bayerischen Verwaltungsgerichtshof                                                          | 9. November 2011   | 126             | 1               | 23              | 84              | 9. November 2011   | 9. November 2019   | voraussichtlich                                                         | [ 150 ]                         |
| Hans-Lothar Wehrl      | Richter am Bayerischen Verwaltungsgerichtshof                                                          | 15. Juli 1970      | per Akklamation | per Akklamation | per Akklamation | per Akklamation | 15. Juli 1970      | 15. Juli 1976      | Wiederwahl                                                              | [ 100 ] [ 106 ]                 |
| Hans-Lothar Wehrl      | Präsident des Verwaltungsgerichts München                                                              | 13. Juli 1976      | per Akklamation | per Akklamation | per Akklamation | per Akklamation | 13. Juli 1976      | 30. Juni 1977      |                                                                         | [ 106 ] [ 149 ]                 |
| Walter Weidenkaff      | Vorsitzender Richter am Oberlandesgericht München                                                      | 11. Juli 2002      | 85              | 46              | 7               | 61.6            | 1. August 2002     | 31. Juli 2010      | trat nicht zur Wiederwahl an                                            | [ 45 ] [ 49 ]                   |
| Hermann Weinkauff      | Präsident des Landgerichts Bamberg                                                                     | 17. Juli 1947      | per Akklamation | per Akklamation | per Akklamation | per Akklamation | 17. Juli 1947      | 7. August 1953     |                                                                         | [ 2 ] [ 3 ] [ 4 ]               |
| Peter Werndl           | Präsident des Oberlandesgerichts Bamberg                                                               | 14. April 2010     | 129             | 0               | 22              | 85.4            | 14. April 2010     | 31. Januar 2013    | trat in den Ruhestand                                                   | [ 124 ] [ 51 ]                  |
| Otto Werner            | (Vorsitzender) Richter am Bayerischen Verwaltungsgerichtshof                                           | 29. März 1966      | 147             | 13              |                 | 91.9            | 29. März 1966      | 29. März 1972      | Wiederwahl                                                              | [ 65 ] [ 151 ]                  |
| Otto Werner            | (Vorsitzender) Richter am Bayerischen Verwaltungsgerichtshof                                           | 22. März 1972      | per Akklamation | per Akklamation | per Akklamation | per Akklamation | 22. März 1972      | 22. März 1978      | Wiederwahl                                                              | [ 151 ] [ 62 ]                  |
| Otto Werner            | (Vorsitzender) Richter am Bayerischen Verwaltungsgerichtshof                                           | 13. Juli 1978      | per Akklamation | per Akklamation | per Akklamation | per Akklamation | 13. Juli 1978      | 29. September 1980 | verstorben                                                              | [ 62 ] [ 97 ]                   |
| Josef Wintrich         | Oberlandesgerichtsrat in München                                                                       | 17. Juli 1947      |                 |                 |                 |                 | 17. Juli 1947      | 6. August 1953     |                                                                         | [ 2 ] [ 3 ] [ 7 ]               |
| Johann Wittmann        | Präsident des Bayerischen Verwaltungsgerichtshofs                                                      | 19. Juli 1995      | 82              | 0               | 46              | 64.1            | 19. Juli 1995      | 31. Juli 2002      | trat in den Ruhestand                                                   | [ 32 ] [ 33 ] [ 128 ]           |
| Franz-Ruprecht Wübert  | Vorsitzender Richter am Oberlandesgericht München                                                      | 18. Juli 1990      | per Akklamation | per Akklamation | per Akklamation | per Akklamation | 18. Juli 1990      | 18. Juli 1996      | Wiederwahl                                                              | [ 84 ] [ 70 ]                   |
| Franz-Ruprecht Wübert  | Vorsitzender Richter am Oberlandesgericht München                                                      | 27. Juni 1996      | 77              | 59              | 3               | 55.4            | 19. Juli 1996      | 31. August 1997    | trat in den Ruhestand                                                   | [ 70 ] [ 104 ]                  |
| Alwin Würstle          | (Vorsitzender) Richter am Oberlandesgericht München                                                    | 27. Oktober 1971   | per Akklamation | per Akklamation | per Akklamation | per Akklamation | 27. Oktober 1971   | 27. Oktober 1977   | Wiederwahl                                                              | [ 92 ] [ 96 ]                   |
| Alwin Würstle          | (Vorsitzender) Richter am Oberlandesgericht München                                                    | 24. Mai 1977       | per Akklamation | per Akklamation | per Akklamation | per Akklamation | 27. Oktober 1977   | 27. Oktober 1983   | Wiederwahl                                                              | [ 96 ] [ 138 ]                  |
| Alwin Würstle          | (Vorsitzender) Richter am Oberlandesgericht München                                                    | 19. Juli 1983      | per Akklamation | per Akklamation | per Akklamation | per Akklamation | 19. Juli 1983      | 30. Juni 1986      | trat in den Ruhestand                                                   | [ 138 ] [ 148 ]                 |
| Hans-Jürgen Zimniok    | (Vorsitzender) Richter am Bayerischen Verwaltungsgerichtshof                                           | 19. Juli 1995      | 78              | 63              | 0               | 55.3            | 19. Juli 1995      | 19. Juli 2003      | Wiederwahl                                                              | [ 32 ] [ 33 ] [ 128 ]           |
| Hans-Jürgen Zimniok    | (Vorsitzender) Richter am Bayerischen Verwaltungsgerichtshof                                           | 13. Februar 2003   | 93              | 50              | 9               | 61.2            | 19. Juli 2003      | 18. Juli 2011      | trat nicht zur Wiederwahl an                                            | [ 128 ] [ 150 ]                 |
| Dieter Zöllner         | Richter am Bayerischen Verwaltungsgerichtshof                                                          | 15. Juli 2008      | 132             | 0               | 13              | 91              | 1. August 2008     | 31. Juli 2016      | voraussichtlich                                                         | [ 48 ]                          |
| Margit Zorn            | Oberlandesgericht Nürnberg                                                                             | 2. Februar 2016    | 135             | 1               | 20              | 86.5            | 2. Februar 2016    | 1. Oktober 2018    | voraussichtlich                                                         | [ 134 ]                         |